# Erontex
A Erontex, nome comercial da Empresa Brasileira de Comércio Exportação Ltda., foi uma rede de lojas com sede na cidade de São Paulo. Fundada na década de 1950 por Eronides Alves de Oliveira, também conhecido por Eron, expandiu-se com a venda de carnês que sorteavam prêmios e distribuíam cortes de tecidos. 

## História
A Erontex foi idealizada e criada por Eronides Alves de Oliveira, oriundo de Lagarto, cidade do Nordeste, um rapaz simples que deixou sua terra de origem para conquistar uma vida melhor em São Paulo. Além do êxito com a Erontex em São Paulo, também foi o fundador do Hotel Eron em Brasília, primeiro com elevador panorâmico e de alto luxo.
A Erontex iniciou suas atividades com a venda dos cortes de tecido, que eram realizadas de porta em porta àquela época. Era oferecido um carnê que o comprador pagava as mensalidades e no final recebia o tecido. Esse modelo de venda de carnês foi copiado por outras empresas, como o Baú da Felicidade, o carnê Ciabra Comsorte e o carnê Girafa. 
Porém a Erontex só parcelava cortes de tecidos. Só nos anos 70 começou a vender produtos de consumo eletrodomésticos. O carnê do Baú da Felicidade foi pioneiro em vendas de brinquedos e eletrodomésticos nesse modelo de venda de carnê enquanto a Erontex só vendia tecidos.
Para incentivar a compra dos carnês, a Erontex dava prêmios como carros. Os automóveis que eram sorteados eram o Simca Chambord (ou peruas Simca Jangada) e os cortes de tecido eram conhecidos como "Tropical".
Seus melhores anos foram na década de 1960. Conforme um anúncio de 1964, o parque industrial da empresa Erontex chegava a quase um milhão de metros quadrados e estava presente através de escritórios em quase mil e trezentas cidades do Brasil. Para ilustrar o sucesso e imponência da empresa Erontex, em 30 de abril de 1965, ela fez um desfile pelos bairros de São Paulo e finalizou com um 'show' no Ibirapuera em homenagem aos seus trabalhadores para comemorar o dia do trabalho. Antes disso, homenageou seus vendedores campeões, seus gerentes das lojas Eron e sorteou um carro Simca entre eles na convenção realizada no Palácio Mauá. 
Entrou em crise na década de 1970 depois que começou a vender eletrodomésticos encerrando suas atividades.

## Programas de TV / Patrocínio de Shows e Filmes
Atingiu seu ápice na década de 1960, patrocinando a programação da Rede Excelsior de Televisão. Após a cassação da concessão da Excelsior, passou a patrocinar programas na Rede Tupi de Televisão. Seus slogans, que davam nome aos programas, ficaram famosos na época, como Erontex dá sorte e Erontex dá mais. Também tinha o "Erontex bate à sua porta" , onde a equipe visitava uma residência e caso o morador tivesse um carnê Erontex e o pagamento estivesse em dia, ele ganhava uma casa ou apartamento.
Suas propagandas comerciais tiveram artistas conhecidos nacionalmente, como Neuza Amaral. Patrocinou as apresentações do cantor e pianista Ray Charles, quando este veio à São Paulo em 1963, exibido pela TV Excelsior. No filme "Roberto Carlos em Ritmo de Aventura", o selo da Erontex Exportação aparece várias vezes na bagagem que Roberto Carlos leva a sua viagem em Nova York.

## Grupo Eron
Como resultado do sucesso da Erontex surgiu o Grupo Eron, que compreendia as empresas Eron Indústria e Comércio de Tecidos S.A., Têxtil Santa Eugênia, Lojas Eron S.A, Eron Magazine e Eron Administração e Participação de Bens.